# Rians (Var)
Rians – miejscowość i gmina we Francji, w regionie Prowansja-Alpy-Lazurowe Wybrzeże, w departamencie Var.
Według danych na rok 1990 gminę zamieszkiwało 2720 osób, a gęstość zaludnienia wynosiła 28 osób/km² (wśród 963 gmin regionu Prowansja-Alpy-W. Lazurowe Rians plasuje się na 219. miejscu pod względem liczby ludności, natomiast pod względem powierzchni na miejscu 35.).